# Lemat
Lemat (z gr. λημμα, lēmma – założenie) – twierdzenie pomocnicze, którego głównym zastosowaniem jest uproszczenie dowodów innych, bardziej istotnych twierdzeń. Formalnie każdy lemat jest pełnoprawnym twierdzeniem, a zaklasyfikowanie pewnego twierdzenia jako lematu wynika jedynie ze sposobu jego użycia w innym, obszerniejszym kontekście.
Często zdarzało się, że lemat zyskiwał sobie o wiele większe znaczenie od pierwotnego, znajdując szersze zastosowanie i stając się w zasadzie samodzielnym twierdzeniem, którego nazwa wynika z uwarunkowań historycznych.
Do twierdzeń tradycyjnie nazywanych lematami należą m.in.:
- lemat Bootha
- lemat Fatou
- lemat Ogdena
- lemat Königa
- lemat Lindenbauma
- lemat Kuratowskiego-Zorna
- lemat o pompowaniu dla języków bezkontekstowych
- lemat o pompowaniu dla języków regularnych
- lemat Barbălata
- lemat Jordana
- lematy Borela-Cantellego
- lemat Poincarégo